# Rolls-Royce Phantom III
La Phantom III è un'autovettura prodotta dalla Rolls-Royce dal 1936 al 1939. Sostituì la Phantom II. La vettura montava l'unico motore V12 costruito dalla Rolls-Royce fino all'introduzione della Silver Seraph nel 1998. Ne vennero prodotti 727 esemplari e fu l'ultima vettura fabbricata dalla Rolls-Royce prima della sospensione della produzione dovuta alla seconda guerra mondiale.

## Il contesto
Il motore era d'alluminio con alesaggio di 82,5 mm, corsa di 114,3 mm e cilindrata di 7338 cm³. Aveva valvole in testa con un solo albero a camme posto nella “gola” tra le due bancate di cilindri. I primi esemplari montavano punterie idrauliche, sostituite nel 1938 da punterie solide regolabili. Il modello montava alcune particolarità tecniche che la differenziavano dalla maggior parte dei veicoli circolanti: aveva due candele per cilindro, due sistemi di distribuzione, due bobine e due pompe d'alimentazione.
Le ruote a raggi erano di serie, ma molti esemplari montavano ruote a disco. L'auto disponeva di un crick azionabile dall'interno e di un sistema di lubrificazione di quelle parti del telaio che ne hanno tipicamente bisogno, azionabile mediante una leva nel posto guida. Un'altra caratteristica della vettura erano le sospensioni indipendenti sulle ruote anteriori. Questa soluzione con molle elicoidali sull'avantreno era integrato da un retrotreno a balestre semiellittiche.
Il cambio era manuale a quattro velocità con sincronizzazione per la seconda, terza e quarta marcia ed era collegato al motore da una frizione monodisco. La marcia di riposo fu introdotta nel 1938. L'impianto frenante era di tipo servoassistito sulle quattro ruote su licenza Hispano-Suiza. Il freno a mano era indipendente.
Il modello montava un copriradiatore in acciaio Staybrite.